# كوليبروك (كونيتيكت)
كوليبروك (بالإنجليزية: Colebrook, Connecticut)‏ هي بلدة أمريكية تقع في الولايات المتحدة في كونيتيكت. يقدر عدد سكانها بـ 1,540 نسمة ومساحتها 85.2 كم2 وترتفع عن سطح البحر 293 متر.

## أعلام
- جيمس فيلبس
- ويليام ماثر لويس
- جيمس واتسون روبنز
- أبنر ويلكوكس
- توماس روبنز